# Madrid Masters 2011
De vierde editie van de Madrid Masters wordt in 2011 gespeeld van 6 t/m 9 oktober op de El Encin Golf. Het toernooi maakt deel uit van de Europese PGA Tour. Het prijzengeld is € 1.000.000, net als in 2008.
Het El Encin Golf Hotel is in maart 2011 geopend. Het ligt in Alcalá de Hanares, een oud dorpje ongeveer 35 km ten noordoosten van Madrid. De baan werd ontworpen door Robert Von Hagge. die ook de baan van de Real Sociedad Hípica Española Club de Campode ontwierp waar dit toernooi in 2010 werd gespeeld.

## Verslag

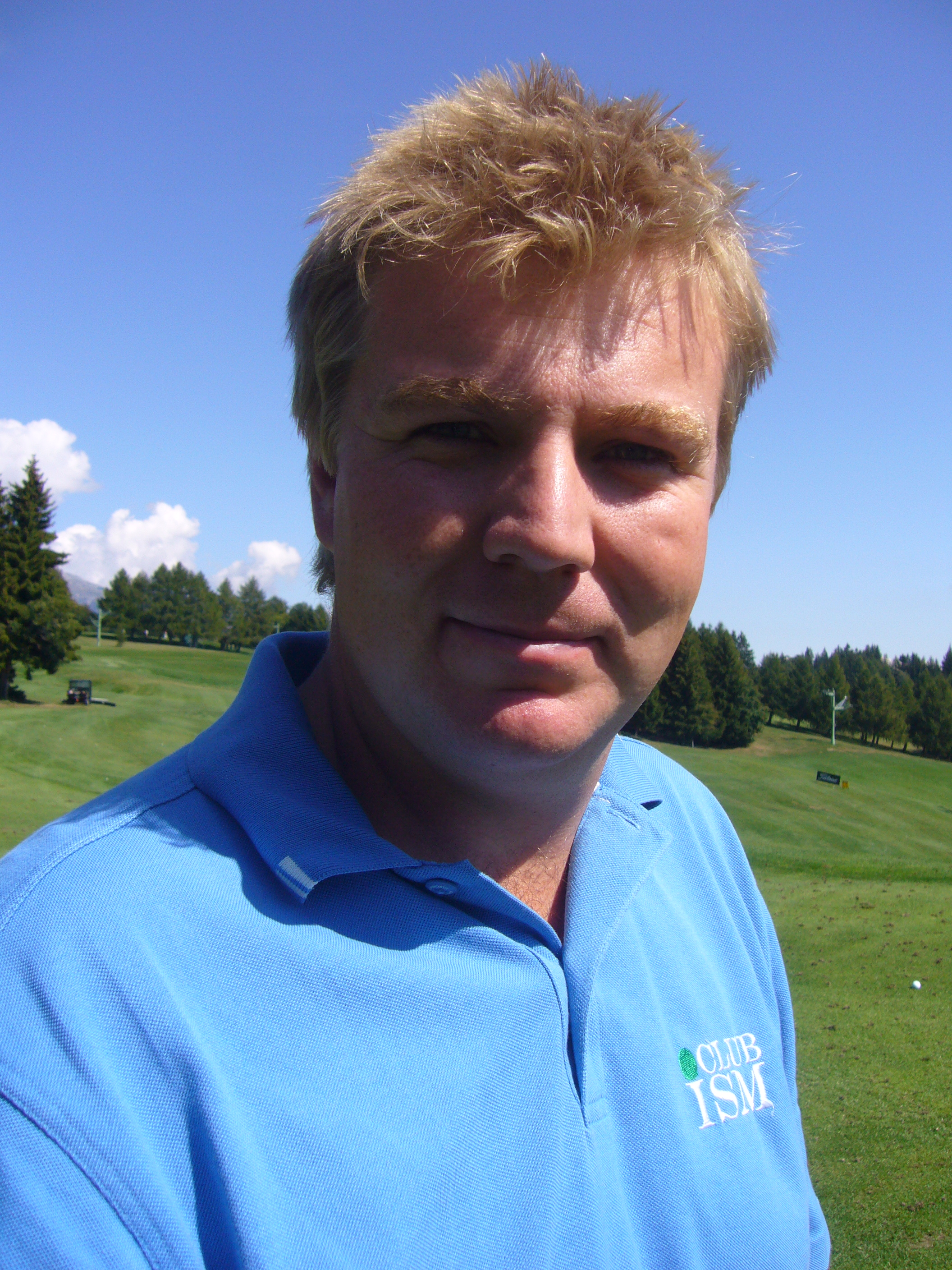
Ross McGowan
leider R1

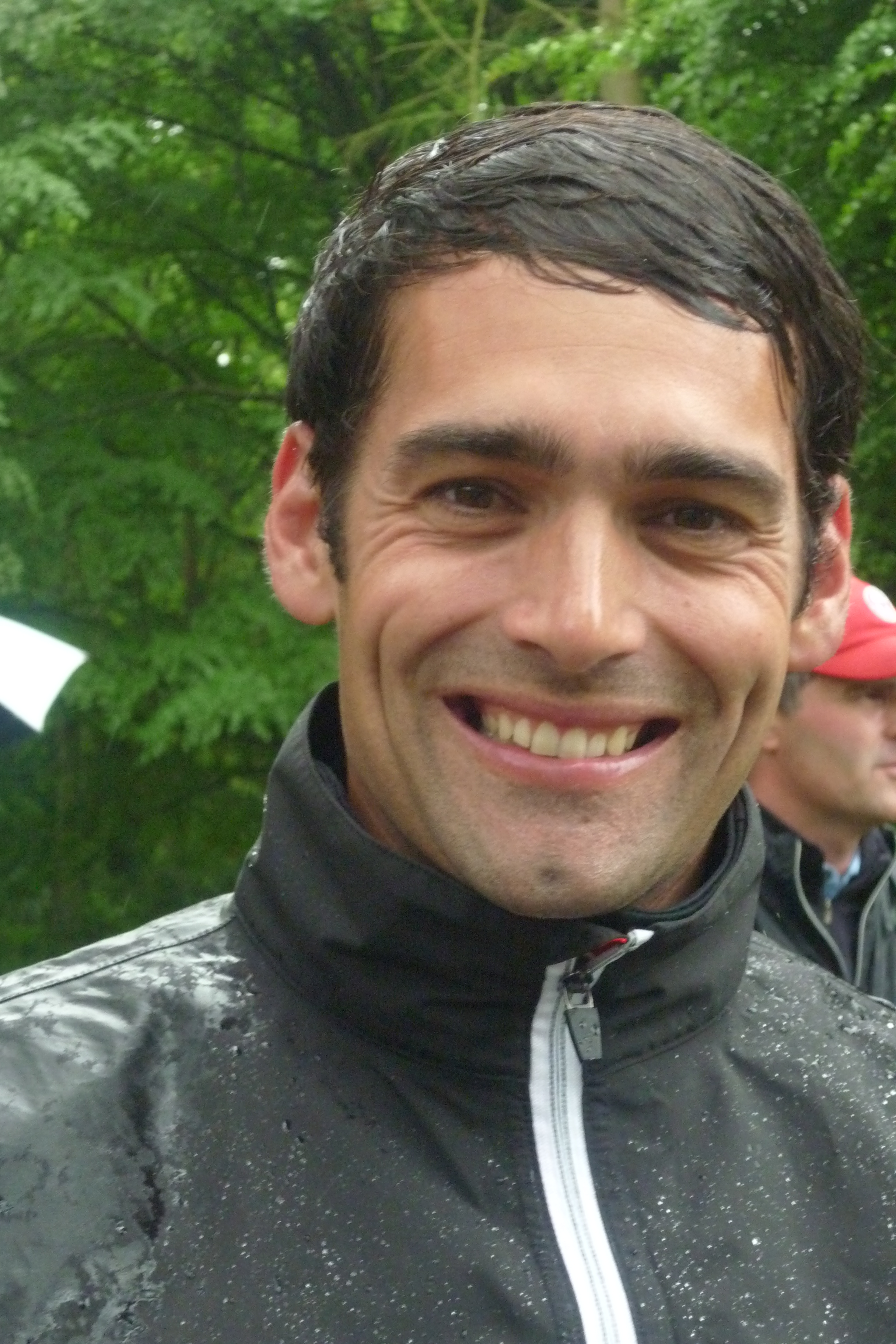
Lee Slattery
leider ronde 2, 3 en 4

De par van de baan is 72.

Ronde 1
Halverwege de ochtendronde stonden vijf spelers met -4 aan de leiding, inclusief Robert-Jan Derksen en Tim Sluiter, daarna viel de groep uiteen. Derksen eindigde met -2 op de 32ste plaats, Sluiter zakte met -1 naar de 50ste plaats. Ross McGowan maakte een ronde van -8 en nam de leiding over.
Ronde 2
Lee Slattery heeft twee mooie rondes gespeeld en kwam aan de leiding met -11, Francesco Molinari kwam met -10 op de 2de plaats.
Ronde 3
Cesar Monasterio en Oscar Florén scoorden -5 en stegen naar -11 en de 4de plaats. Slattery, die in 2010 bij de Telenet Trophy vier rondes aan de leiding stond, stond na ronde 3 ook nog aan de leiding. Hij won nog niet op de Europese Tour. De 2de plaats wordt gedeeld door drievoudig winnaar Brett Rumford en Lorenzo Gagli, die nog niet op de Challenge Tour won.
Ronde 4
Vanaf hole 11 stonden Lorenzo Gagli, Lee Slattery en Cesar Monasterio aan de leiding met -15. Daarna viel de groep uiteen, Slattery maakte drie birdies achter elkaar en behaalde zijn eerste overwinning op de Europese Tour. Lorenzo Gagli stond al nummer 46 op de Race To Dubai en eindigde in Madrid op de tweede plaats. Monasterio eindigde op de derde plaats samen met Eduardo de la Riva.
- Leaderboard

| Naam               | R1 | R1 | Nr   | R2 | R2  | Totaal | Nr  | R3 | R3 | Totaal | Nr  | R4 | R4 | Totaal | Nr  |
| ------------------ | -- | -- | ---- | -- | --- | ------ | --- | -- | -- | ------ | --- | -- | -- | ------ | --- |
| Lee Slattery       | 67 | -5 | T6   | 66 | -6  | -11    | 1   | 69 | -3 | -14    | 1   | 71 | -1 | -15    | 1   |
| Lorenzo Gagli      | 65 | -7 | T2   | 70 | -2  | -9     | 4   | 69 | -3 | -12    | T2  | 70 | -2 | -14    | 2   |
| Brett Rumford      | 65 | -7 | T2   | 71 | -1  | -8     | T5  | 68 | -4 | -12    | T2  | 77 | +5 | -7     | T14 |
| Nicolas Colsaerts  | 70 | -2 | T32  | 72 | par | -2     | T38 | 69 | -3 | -5     | T20 | 70 | -2 | -7     | T14 |
| Tim Sluiter        | 71 | -1 | T50  | 70 | -2  | -3     | T29 | 69 | -3 | -6     | T16 | 73 | +1 | -5     | 18  |
| Robert-Jan Derksen | 70 | -2 | T32  | 73 | +1  | -1     | T52 | 69 | -3 | -4     | T28 | 73 | +1 | -3     | T30 |
| Ross McGowan       | 64 | -8 | 1    | 72 | par | -8     | T5  | 75 | +3 | -5     | T20 | 76 | +4 | -1     | T42 |
| Floris de Vries    | 73 | +1 | T89  | 72 | par | +1     | MC  |    |    |        |     |    |    |        |     |
| Maarten Lafeber    | 74 | +2 | T101 | 72 | par | +2     | MC  |    |    |        |     |    |    |        |     |

| Leider |  | Toernooirecord |  | MC = missed cut = cut gemist |

## De spelers
Luke Donald, die het toernooi in 2010 won, en in 2011 al drie overwinningen boekte, staat inmiddels nummer 1 op de wereldranglijst en komt zijn titel verdedigen. 
Er doen 22 Spanjaarden mee, de oudste is de 48-jarige Santiago Luna. Dit wordt zijn 589ste toernooi op de Europese Tour.
| - Felipe Aguilar - Thomas Aiken - Seve Benson - Richard Bland - Liam Bond - Markus Brier - Mark Brown - Michael Campbell - Alejandro Cañizares - George Coetzee - Nicolas Colsaerts - Carlos Del Moral - Robert-Jan Derksen - Robert Dinwiddie - David Dixon - Stephen Dodd - Luke Donald (2010) - Nick Dougherty - Bradley Dredge - David Drysdale - Rafa Echenique - Niclas Fasth - Gonzalo Fernández-Castaño - Oliver Fisher - Ross Fisher - Oscar Florén - Marcus Fraser - Florian Fritsch - Lorenzo Gagli - Alfredo Garcia Heredia | - Ignacio Garrido - Daniel Gaunt - Jean-Baptiste Gonnet - Ricardo Gonzalez - Tano Goya - Matt Haines - Peter Hanson - Benjamin Hebert - Keith Horne - David Howell - Thongchai Jaidee - Scott Jamieson - Eirik Tage Johansen - Alexandre Kaleka - Anthony Kang - Shiv Kapur - Simon Khan - James Kingston - Søren Kjeldsen - Jason Knutzon - Mikko Korhonen - Maarten Lafeber - José Manuel Lara - Paul Lawrie - Steve Lewton - David Lynn - Matteo Manassero - Stuart Manley - Gareth Maybin - Richard McEvoy | - Paul McGinley - Ross McGowan (2009) - Damien McGrane - Edoardo Molinari - Francesco Molinari - George Murray - Matthew Nixon - Steven O'Hara - José Maria Olazabal - Wade Ormsby - Hennie Otto - John Parry - Phillip Price - Brett Rumford - Alvaro Quiros - Manuel Quiros - Richie Ramsay - Elliot Saltman - Lloyd Saltman - Joel Sjöholm - Lee Slattery - Tim Sluiter - Henrik Stenson - Graeme Storm - Scott Strange - Mark Tullo - Jaco Van Zyl - Alvaro Velasco - Floris de Vries - Anthony Wall | - Romain Wattel - Steve Webster - Peter Whiteford - Danny Willett - Oliver Wilson - Chris Wood - Fabrizio Zanotti - Matthew Zions Invitaties - Pedro Oriol - Marc Warren - Niklas Lemke - John Daly - Eduardo De la Riva - Emanuele Canonica - Carlos Rodiles - Miguel Angel Martin Regionale Orders of Merit - Juan Antonio Bragulat - Javi Colomo - Gabriel Cañizares - Luis Claverie - Carl Suneson - Jesús Arruti - Alvaro Salto - Santiago Luna Amateurs - Jacobo Pastor Lopez - Antonio Hortal (WAGR 157) |